# Stigmella omelkoi
Stigmella omelkoi là một loài bướm đêm thuộc họ Nepticulidae. Nó được tìm thấy ở Nga (Primorskiy Kray), Nhật Bản (Hokkaido) và Trung Quốc (Heilongjiang).
Sải cánh dài 4.7-5.6 mm. Có hai lứa trưởng thành một năm. Con trưởng thành bay vào tháng 5-June và again từ tháng 7 to đầu tháng 9.
Ấu trùng ăn Quercus mongolica (bao gồm var. grosseserrata in Japan) và Quercus serrata (in Japan). Chúng ăn lá nơi chúng làm tổ. 